# 怀远门

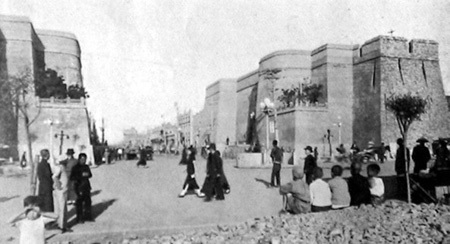
1930年代的怀远门，城楼已不存

怀远门，又称大西门，位于辽宁省沈阳市，是沈阳城门中在沈阳内城西偏南的一座。

## 历史
1625年，后金大汗努尔哈赤从辽阳迁都沈阳。1631年皇太极扩建沈阳中卫，并更名盛京。改建后的盛京城有敌楼八座，角楼四座，并将原有的四座城门改为八座城门。其中怀远门为西偏南的一座。
怀远门城楼在民国期间即被拆除，沈阳市于1994年重修怀远门城楼。重修的怀远门曾经误将满文名称在城门内侧上方，而将汉文名称写在城门外侧。最迟2013年时已经修正为满文在外，汉文在内。